# Thomas Otway
Thomas Otway (Trotton, 3 marzo 1652 – Londra, 14 aprile 1685) è stato un drammaturgo inglese.

## Biografia
Nato a Trotton vicino Midhurst, figlio del rettore di Woolbeding (nel Sussex) Humprey Otway, studiò al Winchester College e in seguito entrò al Christ Church College dell'Università di Oxford, che lasciò nel 1672, dopo la morte di suo padre e senza aver raggiunto alcun grado accademico. A Londra tentò senza successo la carriera di attore; ma l'esperienza gli fu utile per la sua attività di drammaturgo. Conobbe il visconte Anthony Cary e Aphra Behn.
La sua prima opera, Alcibiade, prodotta da Thomas Betterton nel 1675, era una tragedia non brillante e fu salvata dalla bravura degli attori, fra cui Elizabeth Barry, probabilmente al suo non edificante debutto, che interpretava la cameriera Draxilla. Dopo questo primo, scrisse altri testi per il teatro, come Don Carlos (1676) di maggior successo e tratto da Racine, e nel 1680 The Orphan uno dei suoi lavori più riusciti. Il suo maggior successo è stata Venezia salvata (il personaggio di Belvidera fu interpretato da Sarah Siddons).
Nel 1678, probabilmente per allontanarsi da Mirs Barry, divenuta amante di un lord, si fece soldato e fu aggregato ad una spedizione militare. Per un breve periodo fu precettore del figlio di Carlo II d'Inghilterra. Indirizzò nel 1685 la composizione poetica Windsor Castle al nuovo re Giacomo II d'Inghilterra. Mal retribuito per le sue opere, visse una vita di stenti e morì povero.

## Opere
- Alcibiade, 1675
- Don Carlos, 1676
- Titus and Berenice, 1676
- The cheats of Scapine, (ispirato dall'opera di Molière Le furberie di Scapino)[6]
- Friendship in Fashion, 1678
- The Soldier's fortune, 1680
- The Orphan, 1680
- Venice Preserv'd, 1682, (Venezia salvata)
- The Atheist, 1683